# Machiavel

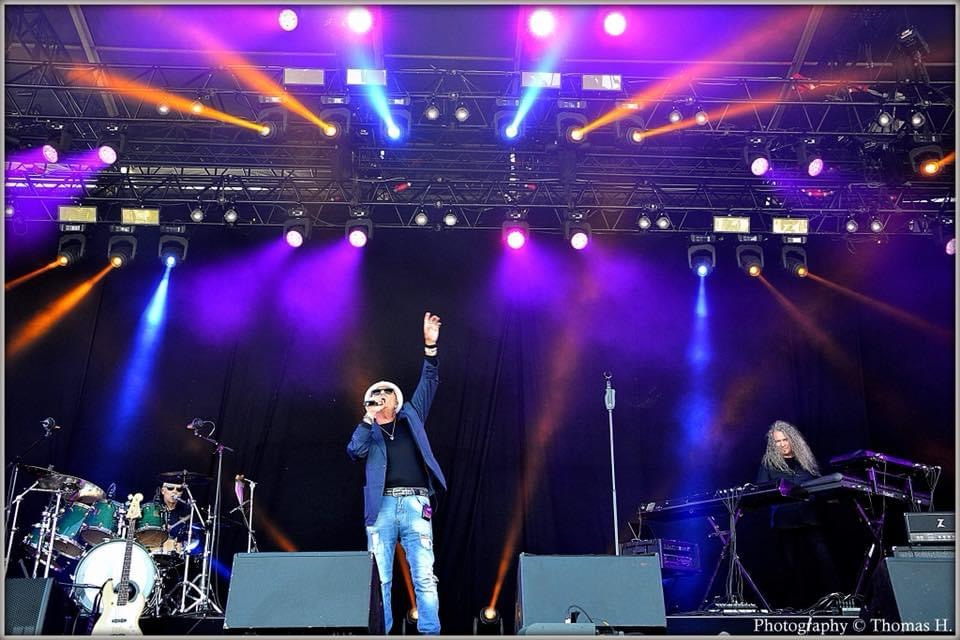
Machiavel (2016)

Machiavel ist eine belgische Rockband, die 1974 gegründet wurde. Die ersten Mitglieder waren Roland De Greef (Bass), Marc Isaye (Schlagzeug und Gesang), Jack Roskam (Gitarre) und Albert Letecheur (Keyboard). Das erste Album, Machiavel, wurde 1976 veröffentlicht.

## Diskografie
- Machiavel (1976)
- Jester (1977)
- Mechanical Moonbeams (1978)
- Urban Games (1979)
- New Lines (1980)
- Break Out (1981)
- Valentine's Day (1982)
- The Cry of Pleasure (1987)
- Virtual Sun (1999)
- Welcome to Paradise (2003)
- 2005 (2005)
- Acoustic (2009)
- Eleven (2011)
- Colours (2013)
- The Best Songs Of – 40th Anniversary (2015)

## Weblink
- Offizielle Webpräsenz